# Glyphocystis viridivallis
Glyphocystis viridivallis är en fjärilsart som beskrevs av Blanchard 1973. Glyphocystis viridivallis ingår i släktet Glyphocystis och familjen mott. Inga underarter finns listade i Catalogue of Life.